# كلايف بونتنغ
كلايف بونتنغ (بالإنجليزية: Clive Ponting)‏ هو مؤرخ بريطاني، ولد في 1 أبريل 1946.